# Lijst van thesauriers-generaal
Dit is een lijst van thesauriers-generaal (betekent letterlijk algemene schat(kist)bewaarders). De thesaurier-generaal staat aan het hoofd van de Generale Thesaurie, die binnen het Nederlandse Ministerie van Financiën belast is met het financieel-economisch beleid.

## Overzicht (onvolledig)
| Van                                         | Tot               | Persoon                                        |
| ------------------------------------------- | ----------------- | ---------------------------------------------- |
| 1579                                        | 1584              | J. van Lier                                    |
| 1584                                        | 1586              | G. Prouninck van Deventer                      |
| 1586                                        | 1628              | Joris de Bie (ook genoemd Joris Dirksz de Bye) |
| 1590                                        | 1593              | Johannis Backx                                 |
| 1628                                        | 1637              | Johan van Goch                                 |
| 1637                                        | 1654              | Govert Brasser                                 |
| 1657                                        | 1665              | Hiëronymus van Beverningh                      |
| 1666                                        | 1699              | Coenraad Burgh                                 |
| 1700                                        | 1725              | J. (Jacob) Hop                                 |
| 1725                                        | 1727              | Simon van Slingelandt                          |
| 1727                                        | 1737              | Anthonie van der Heim                          |
| 1737                                        | 1738              | Nicolaas ten Hove                              |
| 1738                                        | 1746              | J. de la Bassecour                             |
| 1746                                        | 1749              | J. (Johan) van der Does                        |
| 1750                                        | 1753              | J. de la Bassecour                             |
| 1753                                        | 1769              | J. (Johan) van der Does                        |
| 1769                                        | 1785              | P.A. Gilles                                    |
| 1785                                        | 1787              | D.R. Wyckerheld Bisdom                         |
| 1787                                        | 1793              | F. van der Hoop                                |
| 1793                                        | 1795              | H. (Hiëronymus) van Alphen                     |
| 1798                                        | 1801              | Isaac Jacob Alexander Gogel                    |
| 1802                                        | 1805              | J.A. (Jan Arend) de Vos van Steenwijk          |
| 1805                                        | 1809              | Isaac Jacob Alexander Gogel                    |
| 1809                                        | 1810              | Jean Henri Appelius                            |
| 1810                                        | 1813              | Isaac Jacob Alexander Gogel                    |
| 1813                                        | 1814              | Robert Voûte                                   |
| 1814                                        | 1815              | Cornelis Charles Six van Oterleek              |
| 1814                                        |                   | J.D. van den Bosch                             |
| 1821                                        | 1826              | J.E. Valeton                                   |
| 1826                                        | 1831              | J.A. Volck                                     |
| 1831                                        | 1861              | Menard Vestieu                                 |
| 1861                                        | 1882              | Wouter Adriaan Ribbe                           |
| 1882                                        |                   | Willem Maurits de Brauw                        |
| 1882                                        | 1892              | Jan Philip van Bosse                           |
| 1892                                        | 1898              | Theo de Meester                                |
| 1898                                        | 1905              | Rudolf Johan Hendrik Patijn                    |
| maart 1905                                  | februari 1916     | A. (Anton) van Gijn                            |
| februari 1916                               | september 1923    | L.J.A (Leonardus) Trip                         |
| september 1923                              | december 1935     | A. (Anton) van Doorninck                       |
| januari 1936                                | februari 1937     | L.A. (Leopold Abraham) Ries                    |
| februari 1937                               | juni 1942         | B.J. (Bernhard Jan) de Leeuw                   |
| juli 1942 (tot april 1943 waarnemend)       | 1944              | F.L. (Frédéric Louis) Rambonnet                |
| 1945 (van 6 mei 1945 tot 1 juli waarnemend) | 1946              | J. (Jan) Ridder                                |
| 1947                                        | 1949              | A. (Anthony) Treep                             |
| 1949                                        | 1951              | W. (Willem) Koster                             |
| 1951                                        | 30 september 1969 | E. (Emiel) van Lennep                          |
| september 1969                              | 8 januari 1971    | W. (Willem) Drees jr.                          |
| 1 april 1971                                | 1977              | C.J. (Coen) Oort                               |
| 1977                                        | januari 1982      | A.H.E.M. (Nout) Wellink                        |
| 1982                                        | 1986              | P. (Pieter) Korteweg                           |
| 1986                                        | 1992              | C. (Cees) Maas                                 |
| september 1992                              | juli 1997         | H. (Henk) Brouwer                              |
| juli 1997                                   | februari 2000     | J.W. (Jan Willem) Oosterwijk                   |
| februari 2000                               | december 2005     | K. (Kees) van Dijkhuizen                       |
| februari 2006                               | december 2007     | L. (Laura) van Geest                           |
| januari 2008                                | april 2011        | R. (Ronald) Gerritse                           |
| juli 2011                                   | januari 2018      | J.A. (Hans) Vijlbrief                          |
| juni 2018                                   | juli 2024         | A.C.C. (Christiaan) Rebergen                   |
| augustus 2024                               | heden             | J.K. (Jasper) Wesseling                        |